# Oozetetes nyctiboraphagus
Oozetetes nyctiboraphagus är en stekelart som beskrevs av Gibson 2004. Oozetetes nyctiboraphagus ingår i släktet Oozetetes och familjen hoppglanssteklar.
Artens utbredningsområde är:
- Costa Rica.
- Nicaragua.

Inga underarter finns listade i Catalogue of Life.